# Catcalling

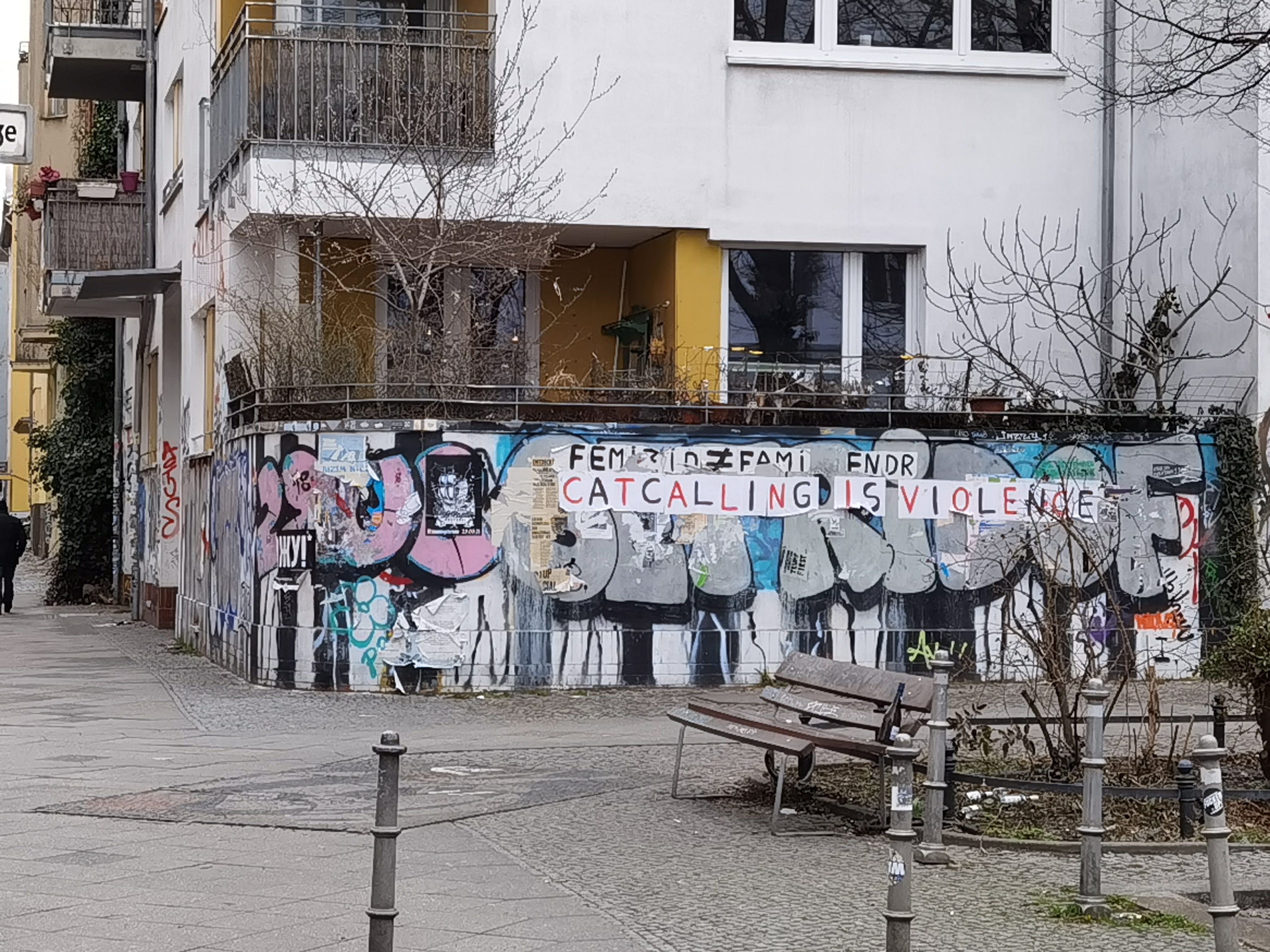
Protest gegen Belästigung auf der Straße in Berlin-Kreuzberg: „Catcalling is Violence“

CatCalls of Hannover, November 2021

Catcalling [ˈkætkɔːlɪŋ] (deutsch etwa „Katzen-Rufen“) bezeichnet sexuell anzügliches Rufen, Reden, Pfeifen oder sonstige Laute im öffentlichen Raum, wie das Hinterherrufen sowie Nachpfeifen für gewöhnlich durch Männer gegenüber Frauen. Dies stellt eine Form der verbalen sexuellen Belästigung dar. Der Begriff stammt aus der englischen Umgangssprache.

## Allgemeines
Catcalling findet auf Straßen, Plätzen, in Einkaufszentren oder öffentlichen Verkehrsmitteln statt. Dabei geht es meist um den Körper der Frau als Ganzes oder um ein bestimmtes Merkmal.
Nach einer Studie des Bundesministeriums für Familie, Senioren, Frauen und Jugend aus dem Jahr 2022 erlebten 44 % der Frauen und 32 % der Männer in Deutschland Situationen, in denen sie Adressaten sexistischer Zeichen und Übergriffe sind, was aber nicht von allen als strafbedürftiges Unrecht angesehen wird.
In Frankreich, Belgien, Portugal gilt (Stand: 2020) verbale sexuelle Belästigung als mit Geldstrafen bewehrte Straftat, wobei in Frankreich die Tat von einem Polizisten beobachtet werden muss. In der Schweiz wird sie nach Art. 198 StGB, auf Antrag, mit Buße bis zu 10.000 Franken (vgl. Art. 106 StGB) bestraft.
In Deutschland und Großbritannien wird die Gesetzeslage diskutiert. Catcalling kann in Deutschland allenfalls als Beleidigung geahndet werden, was jedoch mit hohen Hürden verbunden ist. Der Bundesgerichtshof stellte dazu Folgendes fest:

„Im Zusammenhang mit der Vornahme sexuell motivierter Äußerungen liegt ein Angriff auf die Ehre nur vor, wenn der Täter zum Ausdruck bringt, der Betroffene weise insoweit einen seine Ehre mindernden Mangel auf. […] Eine Herabsetzung des Betroffenen kann sich […] im Einzelfall nur durch das Hinzutreten besonderer Umstände unter Würdigung des Gesamttatgeschehens ergeben.“

Die Petition Es ist 2020. Verbale sexuelle Belästigung sollte strafbar sein wurde unter anderem von UN Women Deutschland, Pinkstinks Germany e.V. und The Female Company GmbH unterstützt.

## Auswirkungen von Belästigungen auf der Straße
Belästigungen auf der Straße wirken sich bei Betroffenen körperlich und emotional aus: Sie berichteten von körperlichen Symptomen wie Muskelverspannungen, Atembeschwerden, Schwindel und Übelkeit sowie starker Angst. Zweierlei Ängste werden von Frauen nach einer Belästigungserfahrung immer wieder genannt: die Angst davor, die Privatsphäre nicht schützen zu können, und die Angst vor Vergewaltigung.
Eine 2010 veröffentlichte Studie berichtet, dass die Erfahrung der Belästigung auf der Straße in direktem Zusammenhang mit einer stärkeren Beschäftigung mit dem körperlichen Erscheinungsbild und der Körperscham steht und indirekt mit erhöhten Ängsten vor Vergewaltigung. Das betrifft vor allem Frauen, die sich selbst die Schuld an dem Erlebten geben. Körperüberwachung und Selbstobjektivierung können die Folge sein. Diese Folge aufgrund eines Belästigungserlebnisses schadet nicht nur dem Selbstwertgefühl einer Frau, sondern kann auch ihre Fähigkeit beeinträchtigen, sich in ihrer Sexualität wohl zu fühlen.
Straßenbelästigung schränkt deshalb die Mobilität von Frauen stark ein. Sie vermindert nicht nur das Gefühl der Sicherheit und des Komforts einer Frau an öffentlichen Orten, sondern schränkt auch ihre Bewegungsfreiheit ein und nimmt ihr die Freiheit und Sicherheit im öffentlichen Raum. Frauen beurteilen ihre Umgebung, schränken die Wahl der Kleidung ein, entscheiden sich für Bewegung im Haus und meiden bestimmte Nachbarschaften oder Wege als proaktive Maßnahmen, um das Risiko, belästigt zu werden, zu verringern. In neueren Studien wurde die Belästigung auf der Straße mit Folgen in Verbindung gebracht, die die Lebensqualität von Frauen verringern. Die Abnahme der Lebensqualität wird zu vermeidendem Verhalten beigetragen.
Eine Studie im Jahr 2011 erfasste die gesundheitlichen Auswirkungen der Belästigung von Frauen und Mädchen auf der Straße. Sie stellte fest, dass Frauen, nachdem sie Belästigung auf der Straße erlebt hatten, psychisch gestresst waren. Der Stress reichte von Angst bis Paranoia, dass bestimmte öffentliche Räume nicht sicher sind. Die Hauptmethode, mit der die Frauen und Mädchen dieser Angst ein Ende setzten, war die Reduzierung der Zeit, die sie auf der Straße verbrachten. Dies wirkte sich jedoch negativ auf ihre Fähigkeit aus, einen Arbeitsplatz zu behalten oder dorthin zu gehen, wo sie medizinische Versorgung erhalten konnten. Belästigung durch Fremde verringert das Gefühl der Sicherheit, wenn sie nachts allein gehen, öffentliche Verkehrsmittel benutzen, allein in ein Parkhaus gehen und nachts allein zu Hause sind.
Ein Artikel aus dem Jahr 2000, der auf der kanadischen Umfrage zu Gewalt gegen Frauen basiert, zeigt auf, dass Belästigungserfahrungen durch Fremde einen wesentlichen Faktor für die Wahrnehmung der Sicherheit von Frauen in der Öffentlichkeit darstellt. Belästigung durch Fremde, im Gegensatz zu Bekannten, löst eher Angst vor sexueller Viktimisierung aus.

## Kritik am Begriff „Catcalling“

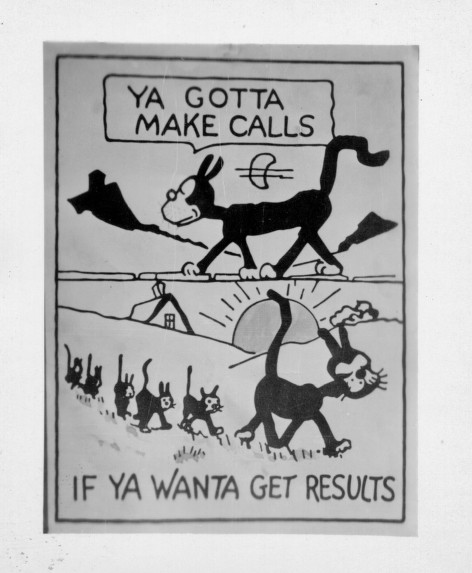
Verniedlichendes Flugblatt

Der Begriff wird auch kritisiert. Denn „Catcalling“ erinnert an „dem rufen nach einer Katze“. In dieser Bedeutung werde verbale sexuelle Belästigung verharmlost.
Andererseits kommt der Begriff ursprünglich aus dem englischen. Hier wird der Begriff bereits seit Mitte des 17. Jahrhunderts benutzt und wurde historisch verwendet, um den Pfiff zu beschreiben, den ein Theaterbesucher ausstößt, um seine Missbilligung für ein Theaterstück zum Ausdruck zu bringen.

## Video10 Hours of Walking in NYC as a Woman
2014 wurde ein Videoexperiment zum viralen Hit. Für 10 Hours of Walking in NYC as a Woman lief die damals 24-jährige Schauspielerin Shoshana Roberts zehn Stunden lang durch New York City. Dabei wurde sie vom Regisseur Rob Bliss mit versteckter Kamera von vorne gefilmt. Bliss, Betreiber einer Marketing-Agentur, arbeitete für das Projekt mit Hollaback! zusammen, einer international agierenden, feministischen Non-Profit-Organisation, die sich mit Fotos, Schilderungen von Opfern und Protestaktionen gegen Catcalling auf offener Straße einsetzt. Im zwei Minuten langen Video ist zu sehen, wie mehrere Männer Roberts ansprechen, während sie wortlos weitergeht. Die geäußerten Kommentare reichten von kurzen Begrüßungen über Bemerkungen zu Roberts’ Aussehen bis hin zu Versuchen, mit ihr ins Gespräch zu kommen. Nachdem Roberts nichts dazu sagte, reagierten einige Männer wütend, einige Männer folgten ihr auch mehrere Minuten lang. Am Ende des Videos wird erklärt, dass Roberts insgesamt von 108 Männern angesprochen wurde. Roberts trug beim Dreh eine Jeans und ein schwarzes T-Shirt, laut Regisseur Rob Bliss und Emily May, Mitgründerin und Geschäftsführerin von Hollaback!, sollte dies die Behauptung widerlegen, wonach Frauen nur Opfer von Belästigungen werden, wenn sie freizügige Kleidung tragen. Nach Roberts’ Aussage erlebte sie bereits vor dem Dreh tägliche Belästigungen in New York, wie sie auch im Video gezeigt wurden.
Das Video, das knapp 50 Millionen Mal auf YouTube aufgerufen wurde (Stand: Oktober 2020), stieß auf verschiedene Reaktionen. Während die Macher dafür gelobt wurden, für das Problem des Catcallings auf offener Straße einen visuellen Beweis geliefert zu haben, kritisierten andere Personen, dass einige der gezeigten Interaktionen, wie beiläufige Grüße, nicht als Belästigung eingestuft werden könnten. Gegen diese Behauptung wurde argumentiert, dass die Worte an sich keine Belästigung darstellten, jedoch würden sie durch den sozialen Kontext zu Belästigung, unter anderem, weil sie nur an Roberts, die offensichtlich kein Interesse an einem Gespräch zeigte, gerichtet waren, nicht aber an männliche Passanten, die zum selben Zeitpunkt durch die Gegend liefen, oder an Rob Bliss, der vor Roberts ging und sie (für andere nicht erkennbar) filmte.
Die Produktionsfirma wurde zudem kritisiert, weil Roberts im Video von Männern aller Nationen angesprochen wurde, im Clip jedoch hauptsächlich Afroamerikaner und Hispanics zu sehen sind. Die Macher antworteten in einer Stellungnahme, dass 10 Hours of Walking in NYC as a Woman nur das erste in einer Reihe von Videos über verschiedene Formen des Catcallings auf offener Straße sei, auch bedauere man jegliche Voreingenommenheit.
Roberts selbst erhielt kurze Zeit nach der Veröffentlichung des Videos zahlreiche Mord- sowie Vergewaltigungsandrohungen und fürchtete um ihre persönliche Sicherheit. Obgleich sie sich 2014 über ihre Erfahrung als Protagonistin des Videos sowie die Produktionsfirma Hollaback! positiv äußerte, reichte sie 2015 eine Klage gegen diese ein, weil das Video ohne ihre vorherige schriftliche Einwilligung veröffentlicht worden sei. Zusätzlich verklagte Roberts Apple, Google und TGI Friday’s, weil die Unternehmen durch Verbreitung von Parodien des Clips ihre Grundrechte verletzt hätten. Roberts’ Klage auf Schmerzensgeld in Höhe von 500.000 Dollar wurde schließlich abgewiesen. Im November 2015 wurde Roberts von The Forward zu einer der 50 Personen des Jahres gewählt, weil sie erfolgreich eine landesweite Diskussion über Catcalling auf offener Straße entfacht habe.
Neben Parodien wurden auch ernst gemeinte, von 10 Hours of Walking in NYC as a Woman inspirierte Videos über Catcalling gedreht. Ein Clip, in dem ein männliches Model drei Stunden lang durch New York lief und ähnliche Aussagen wie Roberts zu hören bekam, wurde zwar als Beweis dafür angesehen, dass auch Männer Opfer von Catcalling werden können, allerdings merkten einige Journalisten an, dass dies praktisch nur körperlich attraktiven Männern passiere, während Frauen unabhängig von ihrem Aussehen belästigt würden. Ein weiteres Video zeigte eine fünf Stunden lang durch New York laufende Frau, die zunächst Belästigungen erlebte, was nicht mehr der Fall war, als sie für fünf weitere Stunden einen Hidschāb trug. Der Clip wurde in den Medien kritisiert, weil er die Tradition der Victim blaming fortführe, zudem deute er an, dass Frauen ihr Auftreten dem sogenannten male gaze, also einer männlichen Betrachtungsweise, anpassen müssten, was nicht nur ein Problem in westlichen Ländern, sondern auch im Nahen Osten sei. Der heterosexuelle YouTuber Dennis Chuyeshkov lief ebenfalls mehrere Stunden lang durch New York, wobei er ein bauchfreies Oberteil, grelle Jeans sowie eine Handtasche trug und von Passanten homophob beleidigt wurde. Obgleich Chuyeshkovs stereotype Darstellung eines homosexuellen Mannes auf negative Reaktionen stieß, erhielt die Aktion selbst für das Aufzeigen gesellschaftlicher LGBT-Feindlichkeit Lob.
Zwei ähnliche Experimente wurden in weiteren Ländern durchgeführt. Das Model Nicola Simpson lief mehrere Stunden lang durch Auckland, Pooja Singh durch Mumbai. Simpson wurde von einem Mann nach dem Weg gefragt, ein weiterer lobte sie für ihr Aussehen, entschuldigte sich danach aber, sie aufgehalten zu haben, ansonsten gab es keine weiteren Reaktionen. Anhand dieser Tatsache erklärten Journalisten, dass offene Belästigung nicht unvermeidbar sei, sondern mit der Kultur einer Region zusammenhänge, weswegen diese auch in Großstädten nicht zwangsläufig vorkommen müsse. Singh wurde ebenfalls nicht angesprochen beziehungsweise belästigt, was Inder sowohl im In- und Ausland positiv überraschte und dazu bewegte, die Bewohner der Stadt auf sozialen Netzwerken für ihr Verhalten zu loben.

## „Ankreiden“
In Deutschland und in der Schweiz entstanden, inspiriert durch die New Yorker Initiative catcallsofnyc, seit 2019 Initiativen, die über Instagram-Accounts – @catcallsof – per Direktnachrichten Sprüche und Anspielungen sammeln und am Ort des Geschehens mit Kreide auf den Boden schreiben, diese mit Tags wie #ankreiden, #stopptsexuellebelästigung usw. versehen, fotografieren und das Foto auf Instagram posten. Mit dem Ankreiden in der Öffentlichkeit wollen die Aktivistinnen ein Bewusstsein für Catcalling schaffen, durch die bunten Farben der Kreide soll die Härte der geschriebenen Worte kontrastreich verdeutlicht werden. Seit 2022 existieren 127 solcher Accounts in Deutschland. In Stuttgart fand im November 2020 ein gemeinsames Ankreiden (sog. „Chalk Back Event“) statt, bei dem alle Interessierten mitschreiben konnten. 2022 entstand der gemeinnützige Verein Chalk Back Deutschland e.V. der als Dachverband der deutschsprachigen Instagram-Accounts fungiert.
In den österreichischen Städten Graz und Innsbruck wurden ähnliche Initiativen angefangen. 2020 und 2021 erschienen in Graz „Catcalls“ dort, wo sie verbal erfahren wurden, als Kreideschriften am Gehsteig, wie z. B. 50 m vor dem WC im Burgtor, sinngemäß: „… Ich komm dann nach.“ Die Kreideschriften werden laufend auf Instagram unter catcallsofgraz veröffentlicht. Eine Gruppe Studierender aus Innsbruck sammelte ab Herbst 2020 Erfahrungen mit Catcalls und schrieb die Texte auf Gehsteige nieder. Die Bilder wurden von der Initiative catcallsofibk ebenfalls auf Instagram veröffentlicht.